# 4782 Жемблу
4782 Жемблу (4782 Gembloux) — астероїд головного поясу, відкритий 14 жовтня 1980 року.
Тіссеранів параметр щодо Юпітера — 3,306.